# Os homens não se querem bonitos
Os homens não se querem bonitos (en español, Los hombres no se quieren guapos) es el tercer álbum de estudio del grupo portugués de pop rock GNR. Salió a la venta en junio de 1985. El LP consiste en 9 canciones originales.

## Lista de canciones
| N.º | Título                              | Duración |
| --- | ----------------------------------- | -------- |
| 1   | Santa Polónia                       | 4:14     |
| 2   | Sonora                              | 4:14     |
| 3   | Freud & Ana                         | 4:04     |
| 4   | Dunas                               | 3:32     |
| 5   | Sentidos pêsames (Sentidos pésames) | 3:54     |
| 6   | Sete naves (Siete naves)            | 4:25     |
| 7   | Made in Oporto (Hecho en Oporto)    | 3:27     |
| 8   | Apartheid Hotel                     | 3:53     |
| 9   | Azrael                              | 5:14     |

- Datos: Q6053706